# Torre de l'Ortigós
La torre de l'Ortigós és un edifici de la Bisbal del Penedès declarat bé cultural d'interès nacional.

## Descripció
És una torre circular, amb filades d'opus spicatum, al centre del petit nucli, dintre d'una casa. És composta per pedres grosses i irregulars unides amb fang. L'alçada és d'uns 6-8 m.
La torre dels moros, nom popular amb què se la coneix, no es veu al primer cop d'ull, ja que està amagada per la caseria de l'agregat de l'Ortigós.
Actualment només es pot veure de lluny, ja que un veí l'ha tancada dins la seva propietat, cosa que ha originat el corresponent plet.

## Història
Era un castell termenat documentat el 1301.
Les notícies històriques de la torre de l'Ortigós són molt minses. Es desconeix el seu origen i la data de construcció. Es creu, segons la gent del poble, que es pot fer una analogia amb les altres torres existents a la comarca (la torre del Lleger, la torre de Banyeres). També existeix la hipòtesi que era una torre de vigilància en els temps sarraïns, hipòtesi corroborada en part pel nom popular de la "torre dels moros".